# لويس-إتيان بارينت
لويس-إتيان بارينت هو سياسي كندي، ولد في 21 أغسطس 1875 في غرنفيل في كندا، وتوفي في 24 مايو 1960. نشط حزبياً في الحزب الليبرالي الكندي. وقد انتخب عمدة وانتخب عضو مجلس العموم الكندي.